# A kis fekete doboz
A kis fekete doboz (The Little Black Box) Philip K. Dick egyik novellája, amelyet 1963-ban írt, és 1964-ben a Worlds of Tomorrow magazin augusztusi számában jelent meg. Magyarul a Lenn a sivár Földön című novelláskötetben olvasható. Dick ezt a novellát felhasználta az Álmodnak-e az androidok elektronikus bárányokkal? című regényében.
|  | Alább a cselekmény részletei következnek! |

## Történet
Joan Hiashi úgy dönt, a zen buddhizmust fogja terjeszteni a kubai bankárok közt, mivel ez egy igen jól fizető állás, mint manapság minden vallás terjesztése. Barátja, Ray Meritan (a "szürkészöld" stílust megteremtő jazz-hárfás) telepata, akit azzal gyanúsítanak, hogy ő Wilbur Mercer, az az ember, akinek szenvedéseit milliók élik át az ún. empátiadoboz segítségével. Ennek a doboznak csak meg kell fogni a fogantyúját, és ugyanazt érzik, mint Mercer. 
Az új vallást nem nézi jó szemmel az amerikai kormány, így Lee-t, egy másik telepatát küldik ki Hiashi elé, hogy olvassa ki az agyából, amit Meritanról tud. Hiashi megérzi, hogy Lee az elméjében tapogatózik, ez elől menekülve megfog egy empátiadobozt, és abban a pillanatban hívővé válik, később börtönbe zárják. A kormány elrendeli, hogy szedjék össze az összes dobozt, hiszen az új vallás terjedése csak így akadályozható meg, de Crofts, a kormány egyik embere még kipróbálja az utolsók egyikét. Nem Mercert éri el, hanem Meritant, de az élmény miatt egyből Mercer követője lesz. Lee kiolvassa az agyából, hogy Meritan biztosan nem Mercer. Lehet, hogy Mercer nem is a Földről származik… 
Meritan a találkozásból megtudja, hogy Hiashi börtönben van, úgyhogy New Yorkba megy kiszabadítani őt. Hiashit kiengedik, hogy Meritant becserkésszék vele. Ahogy menekülnek az FBI elől, egy árus egy doboz kukoricapelyhet nyom a kezükbe, amelyben egy kupont találnak. A kuponon le van írva, hogyan lehet házilag empátiadobozt készíteni. Meritan most már nem menekül. Tudja, hogy Mercert nem állíthatja meg senki.